# Фіалка Ревека Моїсеївна
Ревекка Мойсіївна Фіалка (1888, Тимковичі, Слуцький повіт, Мінська губернія — 1975, Москва) — есерка, учасниця революційного руху в Російській імперії на початку XX століття.

## Біографія
Народилася 1888 року в містечку Тимковичі Мінської губернії в сім'ї вчителя єврейської мови Мойше-Гірша Нохімовича Фіалко (1852—?) та його дружини Хаї (1855—1900). Сім'я переїхала до Кишинева, коли їй не було й року (молодший брат Шлема народився в липні 1889 року вже в Кишиневі). Навчалась у кишинівській Єврейській професійній школі для дівчаток, де навчання проводилося російською мовою та їдиші, та окрім шкільних предметів включало ремісничу практику. Мати померла 18 січня 1900 року в Кишиневі, коли дочці було 11 років і в тому ж році батько там же вдруге одружився з Рахілею Міхелівною Дікштейн (теж вдові з Ляховичів, 1847-?).
У 1903 році закінчила школу, склавши іспит при міській управі, зі званням підмайстра-швачки. Деякий час працювала у майстерні. Ще будучи ученицею останнього класу школи, зблизилась із революційним рухом. Спочатку її діяльність полягала у відвідуванні гуртків, зборів та читанні нелегальної літератури. В 1904 Фіалка вступила в підпільну організації партії соціалістів-революціонерів, за дорученням якої вела агітаційну роботу. На початку 1905 року за дорученням партії вирушила до Одеси, щоб надати допомогу у виготовленні снарядів. Кілька разів вона їздила за динамітом до Кишинева і привозила його на конспіративну квартиру в Одесі, куди, крім цього, доставили також заборонену літературу та шрифти з розкритої таємної друкарні. Влітку 1905 року Фіалку та її товариша Олександра Лаппе заарештували на конспіративній квартирі в Одесі.

### Нерчинська каторга

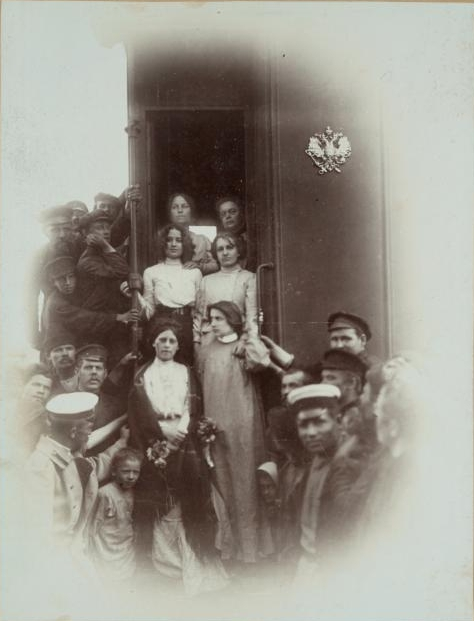
Урочиста зустріч Марії Спірідонової, Марії Школьник, Анастасії Біценко, Олександри Ізмайлович, Ревеки Фіалки та Лідії Єзерської на Омській залізничній станції 30 червня 1906 року під час етапування на Нерчинську каторгу.

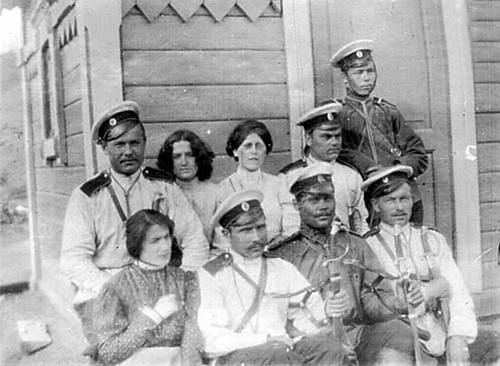
Марія Школьнік, Ревекка Фіалка та Марія Спірідонова в Акатуйській в'язниці з конвоєм, 1906 рік.

Молодих людей судив військово-окружний суд; до двох обвинувачених приєднався революціонер Павло Гальперін; всіх трьох засудили до 20-ти років каторги, проте Фіалці, як неповнолітній, третину терміну було скорочено і підсумковий вирок становив 13 років і кілька місяців. У січні 1906 Фіалку відправили етапом на каторгу. У Бутирській пересильній в'язниці, в якій вона пробула до липня, Фіалка познайомилася з п'ятьма відомими жінками -терористками, засудженими до страти, заміненої безстроковою каторгою: Марією Спіридоновою, Лідією Єзерською, Олександрою Ізмайлович, Марією Школьнік та Анастасією Біценко.

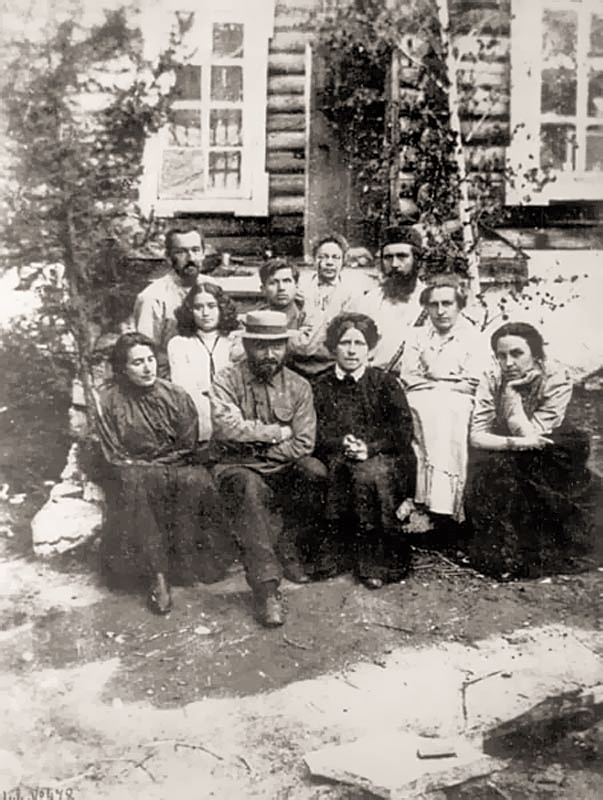
Перший ряд: Марія Школьнік, Г. Гершуні, Марія Спиридонова, Олександра Ізмайлович, Анастасія Біценко; другий ряд: Єгор Созонов, Ревека Фіалка, Петро Сидорчук, Лідія Єзерська, Петро Карпович. Акатуй

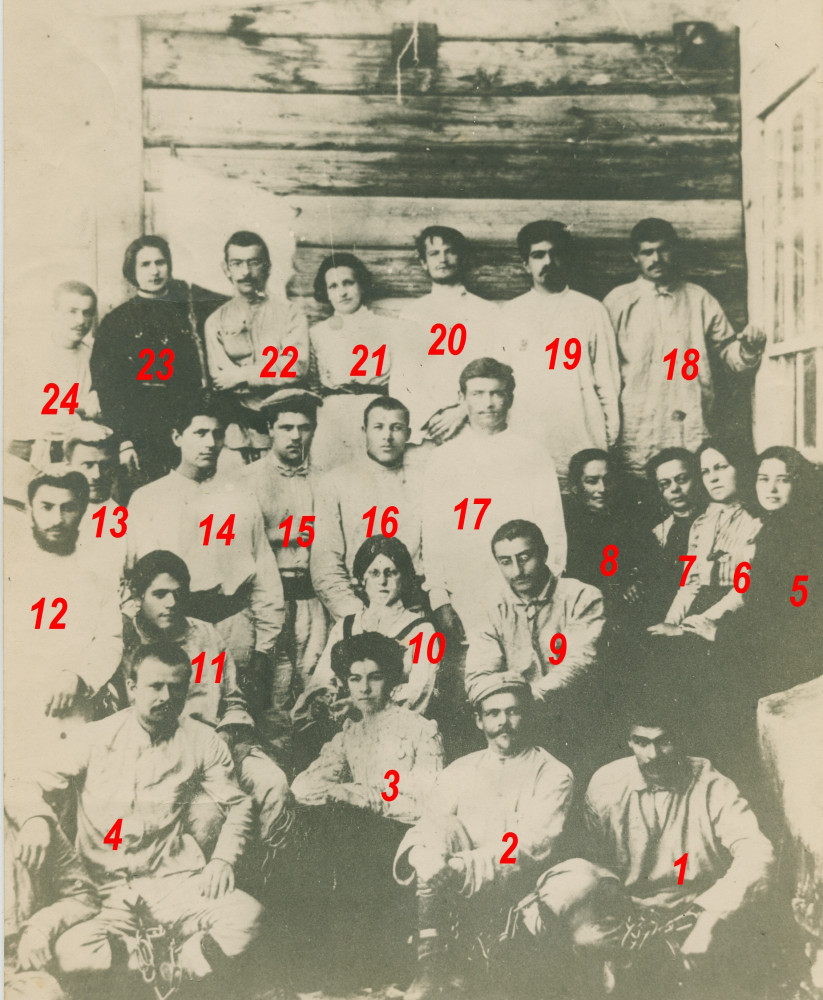
Зустріч каторжан у Стрітенську підчас етапу да Акатуя. 1 – Омелян Ганенко; 2 – Лев Алєшкер; 3- Зінаїда Бронштейн; 4 – Василь Латін; 5 – Ревека Фіалка; 6 – Анастасія Біценко; 7 – Лідія Єзерська; 8 – Лія Бронштейн; 9 – Прош Прошьян; 10 – Марія Спіридонова; 11 – ?; 12 – Фрідріх Файфер; 13 – ?; 14 – Натан Грінфельд; 15 – ?; 16 – Іван Ошко; 17 – Сергій Панов; 18 – Ізраїль Кунін; 19 – ?; 20 – ?; 21 – Олександра Ізмайлович; 22 – Мойсей Магазінер; 23 – Марія Школьнік; 24 – ?. Архів Омеляна Ганенка.

У серпні 1906 року терористки прибули до Акатуйської каторжної в'язниці. Спочатку режим утримання політичних ув'язнених був досить м'яким, проте після кількох втеч взимку 1907 року було ухвалено рішення перевести шістьох терористок до Мальцевської в'язниці, де утримувалися переважно жінки, засуджені за кримінальні злочини. Поводження з Фіалкою та її товаришами з боку тюремного начальства було жорстким, що спонукало революціонерок вести боротьбу за свої права (можливість читати книги, вести листування з рідними і так далі).
Наприкінці 1910 Фіалка була відправлена на вічне поселення в Читканську волость Баргузинського повіту, і пробула в Баргузіні до кінця 1915 без права пересування навіть по області. Перебуваючи на засланні, Фіалка сприяла товаришам у підготовці втеч, була членом нелегальної каси взаємодопомоги.

### Після Лютневої революції
На початку 1916 Фіалка переїхала в місто Свободний (до 1917 — Олексіївськ) на Амурі і жила там до 1923 року. У 1917 році вона була обрана до Ради робочих і солдатських депутатів. У 1919 році Фіалка була заарештована семенівцями, але після допиту японською розвідкою та нетривалого ув'язнення її відпустили.

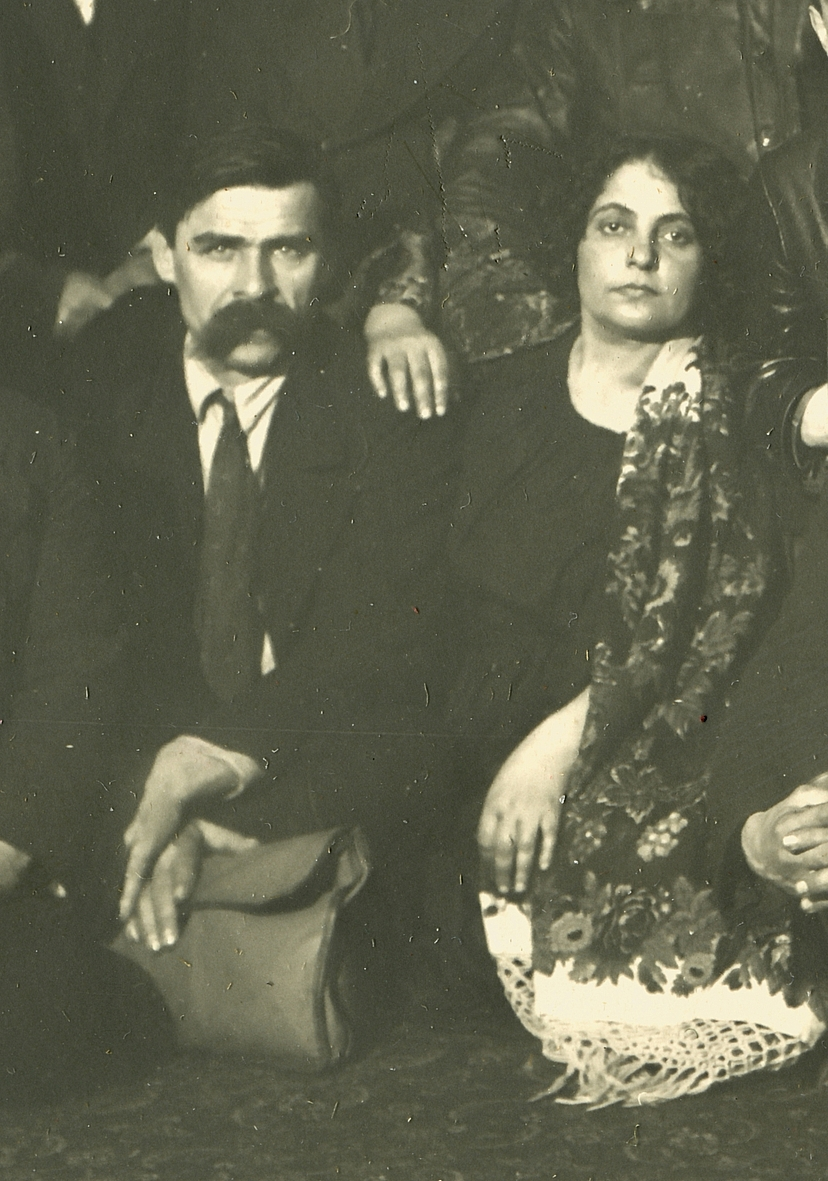
Ревека Фіалка й Омелян Ганенко на зустрічі колишніх політкаторжан, 1925

Наприкінці 1923 року Фіалка із сім'єю переїхала до Хабаровська, а з 1926 по 1931 рік жила у Владивостоці. І в Хабаровську, і у Владивостоці працювала як член Ради Хабаровського та Владивостоцького особливого відділення політкаторжан у різних комісіях. У 1931 році переїхала до Москви і з цього часу до 1935 року працювала в дитячій комісії товариства політкаторжан. Після 1935, отримавши постійну квартиру, і до 1946 Фіалка працювала в культкомісії при домоуправлінні.
Під час Німецько-радянської війни (1941—1945) Ревекка Мойсеївна перебувала в евакуації. Після повернення з евакуації працювала в активі при Куйбишевському райсобесі, виконуючи різні доручення з обстежень пенсіонерів та їх обслуговування. У наступні роки Фіалка працювала нерегулярно, але брала участь у кампаніях з виборів до Рад та по позиках.
Померла 1975 року.

## Родина
Чоловік — Сигізмунд Густавович Рачинський (1882—1938), був заступником головного бухгалтера артілі «Хімфарба». Під час Великого терору його заарештували за звинуваченням у приналежності до контрреволюційної есерівської організації та за вироком «трійки» НКВС розстріляли 4 червня 1938 року на Бутовському полігоні. 14 травня 1956 року його було реабілітовано. Його дружині про долю чоловіка повідомлено не було, у липні 1956 року вона звернулася до КДБ із проханням повідомити її про долю чоловіка, але й тоді їй повідомили, що Рачинський нібито помер від крововиливу в мозок 1941 року.
- Діти — Чарна Сигізмундівна Рачинська (1913—2001) та Збігнєв Зигмундович Рачинський (1921—2018), перекладачі.
- Онук — Ян Рачинський, голова правління міжнародного товариства «Меморіал» (з 22 березня 2018 року), у 2022 році представляв «Меморіал» у церемонії вручення Нобелівської премії миру.
- Брат — Натан Мойсейович Фіалко (англ. Nathan Fialko, 1881—1960) — американський психіатр і письменник, серед іншого автор антиутопії «Новий град» (1925); емігрував до США 1903 року.